# Mezzana Mortigliengo

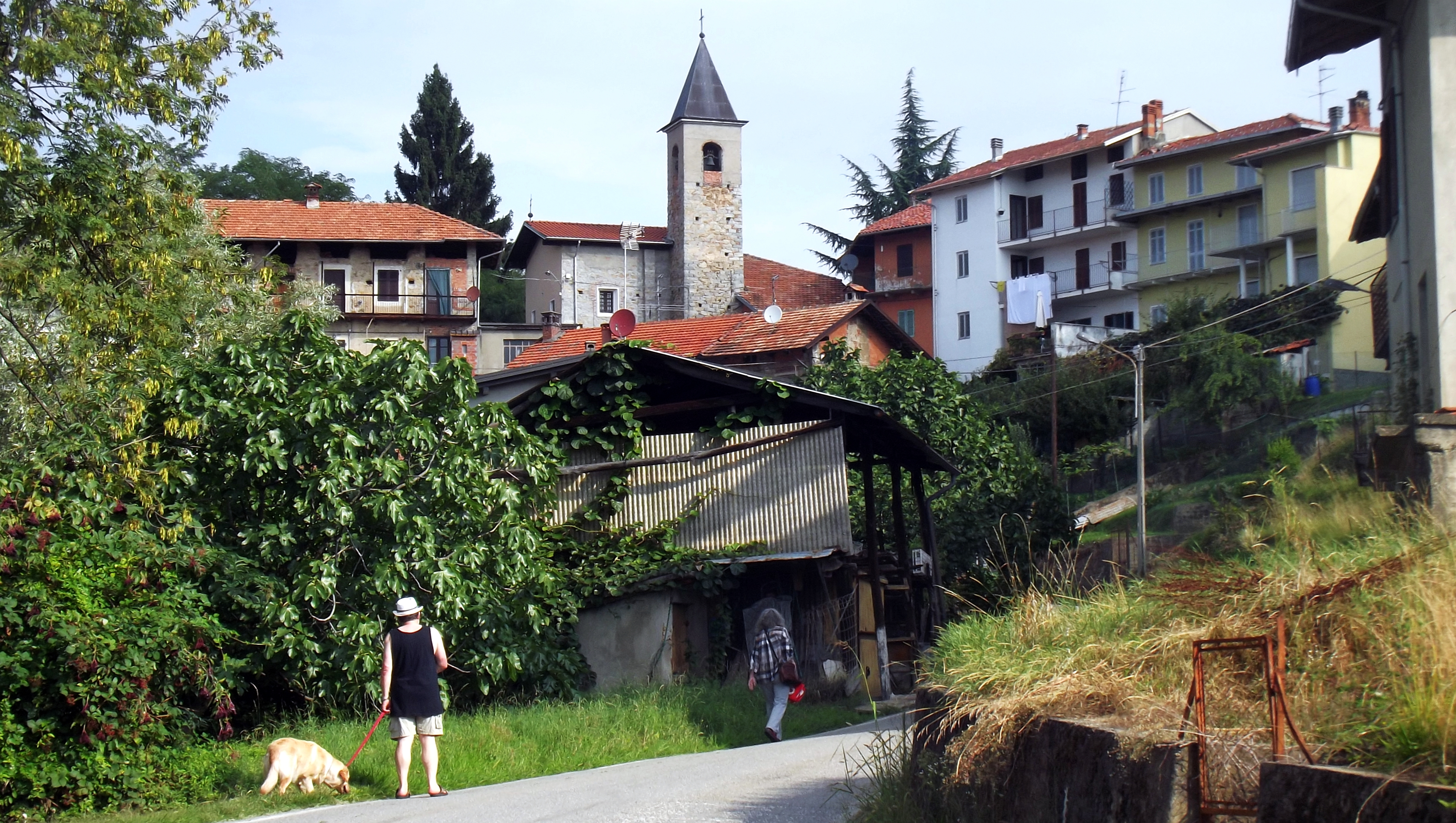
Panorama

Mezzana Mortigliengo es una localidad y comune italiana de la provincia de Biella, región de Piamonte, con 647 habitantes.

## Evolución demográfica
| Gráfica de evolución demográfica de Mezzana Mortigliengo entre 1861 y 2001 |
|                                                                            |
| Fuente ISTAT - elaboración gráfica de Wikipedia                            |